# Składy drużyn olimpijskich w piłce siatkowej mężczyzn 1972
Artykuł grupuje składy wszystkich reprezentacji narodowych w piłce siatkowej, które wystąpiły w turnieju siatkówki mężczyzn na Letnich Igrzyskach Olimpijskich w 1972 roku w Monachium.

## Składy drużyn
| Numer | Imię i nazwisko           | Rok urodzenia |
| ----- | ------------------------- | ------------- |
| 1     | Bebeto de Freitas         | 1950          |
| 2     | Aderval Luiz Arvani       | 1949          |
| 3     | João Jens                 | 1944          |
| 4     | Jorge Franco Couto Delano | 1947          |
| 5     | Antônio Moreno            | 1948          |
| 6     | Luiz Eymard Coelho Zech   | 1949          |
| 7     | Décio Cattaruzzi          | 1948          |
| 8     | Alexandre Celso Kalache   | 1952          |
| 9     | José Osvaldo Marcelino    | 1950          |
| 10    | Alexandre Abeid           | 1949          |
| 11    | Paulo Sevciuc             | 1943          |
| 12    | Mário Marcos Procopio     | 1948          |

| Numer | Imię i nazwisko   | Rok urodzenia |
| ----- | ----------------- | ------------- |
| 1     | Aleksander Trenew | 1945          |
| 2     | Cano Canow        | 1949          |
| 3     | Dimityr Złatanow  | 1949          |
| 4     | Iwan Iwanow       | 1950          |
| 5     | Kirył Sławow      | 1945          |
| 6     | Zdrawko Simeonow  | 1946          |
| 7     | Laczezar Stojanow | 1943          |
| 8     | Dymitar Karow     | 1943          |
| 9     | Iwan Dymitrow     | 1952          |
| 10    | Emił Wyłczew      | 1950          |
| 11    | Brunko Gawriłow   | 1945          |
| 12    | Emil Trenew       | 1948          |

| Numer | Imię i nazwisko | Rok urodzenia |
| ----- | --------------- | ------------- |
| 1     | Lubomír Zajíček | 1946          |
| 2     | Miroslav Nekola | 1947          |
| 3     | Štefan Pipa     | 1950          |
| 4     | Vladimír Petlák | 1946          |
| 5     | Jaroslav Penc   | 1948          |
| 6     | Jaroslav Stančo | 1949          |
| 7     | Milan Řezníček  | 1947          |
| 8     | Jaroslav Tomáš  | 1949          |
| 9     | Milan Vápenka   | 1943          |
| 10    | Zdeněk Groessl  | 1941          |
| 11    | Paulo Sevciuc   | 1943          |
| 12    | Pavel Schenk    | 1941          |

| Numer | Imię i nazwisko   | Rok urodzenia |
| ----- | ----------------- | ------------- |
| 1     | Masayuki Minami   | 1941          |
| 2     | Katsutoshi Nekoda | 1944          |
| 3     | Yūzō Nakamura     | 1942          |
| 4     | Tetsuo Nishimoto  | 1950          |
| 5     | Kenji Kimura      | 1945          |
| 6     | Yoshihide Fukao   | 1949          |
| 7     | Yasuhiro Noguchi  | 1946          |
| 8     | Jungo Morita      | 1947          |
| 9     | Tadayoshi Yokota  | 1947          |
| 10    | Seiji Ōko         | 1948          |
| 11    | Tetsuo Satō       | 1949          |
| 12    | Kenji Shimaoka    | 1949          |

| Numer | Imię i nazwisko | Rok urodzenia |
| ----- | --------------- | ------------- |
| 1     | Choi Jong-ok    | 1945          |
| 2     | Jin Jun-tak     | 1949          |
| 3     | Kim Kun-bong    | 1945          |
| 4     | Chung Dong-kee  | 1949          |
| 5     | Lee Yong-kwan   | 1950          |
| 6     | Lee Sun-koo     | 1952          |
| 7     | Kim Kyun-hwan   | 1948          |
| 9     | Kim Chung-han   | 1950          |
| 11    | Park Kee-won    | 1951          |
| 12    | Kang Man-soo    | 1955          |

| Numer | Imię i nazwisko   | Rok urodzenia |
| ----- | ----------------- | ------------- |
| 1     | Antonio Rodríguez | 1951          |
| 2     | Carlos Dilaut     | 1948          |
| 3     | Ernesto Martínez  | 1951          |
| 4     | Alfredo Figueredo | 1952          |
| 5     | Diego Lapera      | 1950          |
| 6     | Pedro Delgado     | 1949          |
| 7     | Luis Calderón     | 1952          |
| 8     | Luis Jiménez      | 1947          |
| 9     | Jorge Pérez Vento | 1947          |
| 10    | Enrique Fortes    | 1947          |
| 11    | Lorenzo Martínez  | 1951          |
| 12    | Orlando Samuels   | 1946          |

| Numer | Imię i nazwisko     | Rok urodzenia |
| ----- | ------------------- | ------------- |
| 1     | Horst Peter         | 1950          |
| 2     | Horst Hagen         | 1950          |
| 3     | Siegfried Schneider | 1939          |
| 4     | Wolfgang Löwe       | 1953          |
| 5     | Rainer Tscharke     | 1942          |
| 6     | Eckehard Pietzsch   | 1939          |
| 7     | Arnold Schulz       | 1943          |
| 8     | Wolfgang Maibohm    | 1951          |
| 9     | Wolfgang Weise      | 1949          |
| 10    | Jürgen Maune        | 1947          |
| 11    | Rudi Schumann       | 1947          |
| 12    | Wolfgang Webner     | 1937          |

| Numer | Imię i nazwisko       | Rok urodzenia |
| ----- | --------------------- | ------------- |
| 1     | Jan Such              | 1948          |
| 2     | Alojzy Świderek       | 1952          |
| 3     | Bronisław Bebel       | 1949          |
| 4     | Edward Skorek         | 1943          |
| 5     | Włodzimierz Stefański | 1949          |
| 6     | Wiesław Gawłowski     | 1950          |
| 7     | Zdzisław Ambroziak    | 1944          |
| 8     | Stanisław Gościniak   | 1944          |
| 9     | Ryszard Bosek         | 1950          |
| 10    | Stanisław Iwaniak     | 1948          |
| 11    | Zbigniew Zarzycki     | 1946          |
| 12    | Marek Karbarz         | 1950          |

| Numer | Imię i nazwisko        | Rok urodzenia |
| ----- | ---------------------- | ------------- |
| 1     | Wolfgang Simon         | 1948          |
| 2     | Uwe Zitranski          | 1941          |
| 3     | Volker Paulus          | 1947          |
| 4     | Klaus-Dieter Buschle   | 1950          |
| 5     | Bernard Endrich        | 1949          |
| 6     | Hans-Georg von der Ohe | 1950          |
| 7     | Hatto Nolte            | 1948          |
| 8     | Toni Rimrod            | 1948          |
| 9     | Ulf Tütken             | 1943          |
| 10    | Klaus Meetz            | 1946          |
| 11    | Hans-Ulrich Graßhoff   | 1943          |
| 12    | Rüdiger Hild           | 1949          |

| Numer | Imię i nazwisko      | Rok urodzenia |
| ----- | -------------------- | ------------- |
| 1     | Gabriel Udişteanu    | 1945          |
| 2     | Gyula Bartha         | 1945          |
| 3     | Corneliu Oros        | 1950          |
| 4     | Laurențiu Dumănoiu   | 1951          |
| 5     | William Schreiber    | 1942          |
| 6     | Marian Stamate       | 1946          |
| 7     | Mircea Tutovan-Codoi | 1952          |
| 8     | Romeo Enescu         | 1951          |
| 9     | Cristian Ion         | 1950          |
| 10    | Viorel Bălaş         | 1951          |
| 11    | Stelian Moculescu    | 1950          |
| 12    | Constantin Chiţigoi  |               |

| Numer | Imię i nazwisko      | Rok urodzenia |
| ----- | -------------------- | ------------- |
| 1     | Oueil Ben Mohamed    | 1949          |
| 2     | Mohamed Ben Cheikh   | 1950          |
| 3     | Moncef Ben Soltane   | 1948          |
| 4     | Samir Lamouchi       | 1951          |
| 5     | Hamouda Ben Massaoud | 1945          |
| 6     | Raja Hayder          | 1948          |
| 7     | Abdelaziz Derbal     | 1953          |
| 8     | Naceur Bounatouf     | 1949          |
| 10    | Abdelaziz Bousarsar  | 1948          |
| 11    | Rafik Ben Amor       | 1952          |
| 12    | Naceur Ben Othman    | 1951          |

| Numer | Imię i nazwisko     | Rok urodzenia |
| ----- | ------------------- | ------------- |
| 1     | Jurij Pojarkow      | 1938          |
| 2     | Walerij Krawczenko  | 1939          |
| 3     | Jefim Czułak        | 1948          |
| 4     | Jewgienij Łapinski  | 1942          |
| 5     | Władimir Putiatow   | 1945          |
| 6     | Wiktor Borszcz      | 1948          |
| 7     | Władimir Patkin     | 1945          |
| 8     | Leonid Zajko        | 1948          |
| 9     | Aleksander Sapyrkin | 1946          |
| 10    | Jurij Starunski     | 1945          |
| 11    | Wiaczesław Domani   | 1947          |
| 12    | Władimir Kondra     | 1950          |